# Grand Prix schansspringen 2020
De Grand Prix schansspringen 2020 voor mannen vond vanwege de coronapandemie plaats op 22 en 23 augustus 2020 in het Poolse Wisła. Voor de vrouwen vond de Grand Prix plaats op 15 augustus 2020 in het Tsjechische Frenštát pod Radhoštěm. 

## Mannen

### Kalender
| Datum      | Plaats         | Schans | Opmerking | Eerste                             | Tweede                             | Derde                              |
| ---------- | -------------- | ------ | --------- | ---------------------------------- | ---------------------------------- | ---------------------------------- |
| 08/08/2020 | Courchevel     | HS135  | Avond     | Afgelast vanwege de coronapandemie | Afgelast vanwege de coronapandemie | Afgelast vanwege de coronapandemie |
| 22/08/2020 | Wisła          | HS134  | Avond     | Dawid Kubacki                      | Kamil Stoch                        | Piotr Żyła                         |
| 23/08/2020 | Wisła          | HS134  | Avond     | Dawid Kubacki                      | Kamil Stoch                        | Piotr Żyła                         |
| 05/09/2020 | Sjtsjoetsjinsk | HS140  | Avond     | Afgelast vanwege de coronapandemie | Afgelast vanwege de coronapandemie | Afgelast vanwege de coronapandemie |
| 06/09/2020 | Sjtsjoetsjinsk | HS140  | Avond     | Afgelast vanwege de coronapandemie | Afgelast vanwege de coronapandemie | Afgelast vanwege de coronapandemie |
| 12/09/2020 | Tsjaikovski    | HS140  | Avond     | Afgelast vanwege de coronapandemie | Afgelast vanwege de coronapandemie | Afgelast vanwege de coronapandemie |
| 13/09/2020 | Tsjaikovski    | HS140  | Avond     | Afgelast vanwege de coronapandemie | Afgelast vanwege de coronapandemie | Afgelast vanwege de coronapandemie |
| 27/09/2020 | Hinzenbach     | HS90   |           | Afgelast vanwege de coronapandemie | Afgelast vanwege de coronapandemie | Afgelast vanwege de coronapandemie |
| 03/10/2029 | Klingenthal    | HS140  |           | Afgelast vanwege de coronapandemie | Afgelast vanwege de coronapandemie | Afgelast vanwege de coronapandemie |

## Vrouwen

### Kalender
| Datum      | Plaats                 | Schans | Opmerking | Eerste                             | Tweede                             | Derde                              |
| ---------- | ---------------------- | ------ | --------- | ---------------------------------- | ---------------------------------- | ---------------------------------- |
| 15/08/2020 | Frenštát pod Radhoštěm | HS106  |           | Nika Križnar                       | Marita Kramer                      | Ema Klinec                         |
| 05/09/2020 | Sjtjoetsjinsk          | HS99   |           | Afgelast vanwege de coronapandemie | Afgelast vanwege de coronapandemie | Afgelast vanwege de coronapandemie |
| 06/09/2020 | Sjtjoetsjinsk          | HS99   |           | Afgelast vanwege de coronapandemie | Afgelast vanwege de coronapandemie | Afgelast vanwege de coronapandemie |
| 12/09/2020 | Tsjaikovski            | HS140  | Avond     | Afgelast vanwege de coronapandemie | Afgelast vanwege de coronapandemie | Afgelast vanwege de coronapandemie |
| 13/09/2020 | Tsjaikovski            | HS140  | Avond     | Afgelast vanwege de coronapandemie | Afgelast vanwege de coronapandemie | Afgelast vanwege de coronapandemie |
| 03/10/2029 | Klingenthal            | HS140  |           | Afgelast vanwege de coronapandemie | Afgelast vanwege de coronapandemie | Afgelast vanwege de coronapandemie |